# Pseudo-solution
En mathématiques, et plus précisément en algèbre linéaire, une pseudo-solution d'un système (S) d'équations linéaires  {\displaystyle Ax=b} est une solution du système dit d'équations normales :  {\displaystyle ^{\operatorname {t} }\!AAx={}^{\operatorname {t} }\!Ab} , obtenu en multipliant le premier système par la matrice transposée {\displaystyle ^{\operatorname {t} }\!A}. L'inconnue est le vecteur {\displaystyle x\in \mathbb {R} ^{p}}, les données sont la matrice {\displaystyle A\in M_{n,p}(\mathbb {R} )} et le vecteur {\displaystyle b\in \mathbb {R} ^{n}}.
Alors que le système (S) peut ne pas avoir de solution, en général parce qu'il est surdéterminé, c'est-à-dire avec plus d'équations indépendantes que d'inconnues (n > p), le système d'équations normales associé admet toujours au moins une solution ; celle-ci correspond le plus souvent à l'application d'une méthode des moindres carrés.

## Systèmes d'équations surdéterminés et pseudo-solution
Dans la pratique, les systèmes surdéterminés interviennent naturellement dans des processus expérimentaux. 
Pour prendre un exemple, si l'on souhaite déterminer les constantes {\displaystyle V_{M}} et {\displaystyle K_{M}}  d'une réaction enzymatique suivant le modèle de Michaelis-Menten, on effectuera n mesures de la vitesse de la réaction v en fonction de la concentration c, sachant qu'elles sont liées par l'équation {\displaystyle y=ax+b} où {\displaystyle x=1/c,\,y=1/v,\,a=K_{M}/V_{M},\ b=1/V_{M}} .
Les mesures {\displaystyle (x_{i},y_{i})} vont engendrer un système de n équations à 2 inconnues a et b, mais le système obtenu n'aura généralement pas de solution du fait de l'imprécision des mesures qui le rendront incompatible.
Cependant, l'on sait que ce système devrait avoir une solution, et rien n'autorise à privilégier certaines équations par rapport à d'autres pour le résoudre.
L'idée est alors de déterminer a et b pour minimiser l'écart avec la solution attendue, c'est-à-dire de rendre l'expression 
{\displaystyle \sum _{i=1}^{n}(y_{i}-ax_{i}-b)^{2}}
minimale. (Elle serait nulle s'il n'y avait les imprécisions de mesures).
C'est le principe même d'une résolution au sens des moindres carrés, comme il apparaît explicitement, et qui fait appel à la notion de projection orthogonale.

## Caractérisation d'une pseudo-solution
Pour que l'équation linéaire Ax = b ait des solutions, il est nécessaire que le vecteur b appartienne à l'image de A (que l'on identifie ici à l'application linéaire de {\displaystyle \mathbb {R} ^{p}} dans {\displaystyle \mathbb {R} ^{n}} qu'elle représente). Si ce n'est pas le cas, on cherche à minimiser la distance entre b et Ax en trouvant le projeté orthogonal de b sur {\displaystyle \operatorname {Im} (A)}, le vecteur Ax étant inchangé dans cette projection.

Un vecteur x de {\displaystyle \mathbb {R} ^{p}} est une pseudo-solution de (S) si, et seulement si, le vecteur Ax est le projeté orthogonal du vecteur b sur l'image de A.
Par caractérisation du projeté orthogonal, on peut affirmer que :

Un vecteur x de {\displaystyle \mathbb {R} ^{p}} est une pseudo-solution de (S) si et seulement si le vecteur Ax minimise la distance au vecteur b :
{\displaystyle \|b-Ax\|_{2}=\min\{\|b-Ay\|_{2}\mid y\in \mathbb {R} ^{p}\}}
et l'on retrouve bien une notion de moindres carrés, compte tenu de la définition de la norme.

## Existence de pseudo-solutions
- Puisque le projeté orthogonal de b sur {\displaystyle \mathrm {Im} (A)} est un élément de l'image, il admet des antécédents par A, donc le système admet toujours des pseudo-solutions.
- Lorsque le système admet au moins une solution, {\displaystyle b\in \mathrm {Im} (A)} est son propre projeté orthogonal, et les pseudo-solutions de (S) sont exactement les solutions de (S).
- Il existe une unique pseudo-solution lorsque la matrice {\displaystyle ^{\operatorname {t} }\!AA} est inversible, c'est-à-dire lorsque son rang est égal à p. Il est à noter que ce rang est aussi celui de A.

## Détermination pratique des pseudo-solutions
La matrice {\displaystyle ^{\operatorname {t} }\!AA} est symétrique positive, et même définie positive lorsqu'elle est inversible ; or 
« les problèmes de résolution de systèmes linéaires les plus faciles à traiter numériquement sont ceux dont les matrices sont symétriques définies positives. »
Cependant, dans la pratique, le système (S) est souvent mal conditionné, et le système aux équations normales l'est encore davantage, puisque son conditionnement (pour la norme euclidienne) est le carré du conditionnement du système initial. En conséquence, on détermine les pseudo-solutions en utilisant par exemple une décomposition QR.
Dans le cas d'un système sous-déterminé et d'une matrice de rang maximal, la factorisation QR peut être utilisée, mais si la matrice n'est pas inversible, on utilise une décomposition en valeurs singulières